# Vladislav, Třebíč
Vladislav este un oraș-târg (městys) în partea de sud a Cehiei, pe Râul Jihlava. La recensământul din 2001 avea o populație de 1.222 locuitori.